# Eustrotia acroleuca
Eustrotia acroleuca là một loài bướm đêm trong họ Noctuidae.